# 内藤聡
内藤 聡（ないとう さとし、1975年6月25日 - ）は日本のラジオパーソナリティ、DJ。群馬県藤岡市出身。血液型AB。既婚3子。通称はさとやん、さとつぃ～、さとし～、さとっち…等(太字はアクセント)。基本的にはフリーではあるがセントラルジャパンにマネージメントを委託している。

## 略歴
中学校時代に先生に自分の声を誉められたのがきっかけで、声を生かした職業に就く事を夢見ていた。赤坂泰彦がDJをしていたラジオ番組に投稿した葉書が採用された事で、放送業界に興味を示す。群馬県立藤岡高等学校卒業後、大阪芸術大学に入学。定職に就かずいくつかのアルバイトを経験しながら、自身の夢であったDJになるべくADとなって放送業界へと身を投ずる。
少年時代からスポーツに携わり勉強は苦手だったようで、高校時代は野球、大学時代にはアメリカンフットボールをプレイ（ポジションはQB）していた。ラグビーの経験もあり、これらの競技について番組内のトークで触れることもあるがさした実績はない。

## 担当番組

### 2020年10月現在
- WAI WAI Groovin' （エフエム群馬 月曜-金曜 7:30-11:00 2015年4月-）

### 終了した担当番組
FM AICHI
- E-GROOVE MIX(日曜18:00-18:55 K-MIXとネット 2001年10月-2002年3月)
- サタデー・エクスプレス（2002年4月-2005年3月）
- サンデー・エクスプレス（2004年4月-2005年3月、2011年4月-2012年3月）
- モーニング・グルーブ（2005年4月-2008年3月）
- X.Y.Z.（日曜 5:00-6:00 2006年4月-2008年3月）
- エンタメ･コング（月曜-木曜 19:00-21:00 2008年4月-2011年3月）
- Dera Dera（土曜 18:30-18:55 2009年4月-2014年12月）
- 内藤聡のCountdown DRAGOON（金曜 16:00-19:00 2010年10月-2011年3月）
- FM AICHI COUNTDOWN DRAGOON（金曜 15:00-19:00 2011年4月-2013年3月）
- on the beat（月曜・火曜 11:30-14:55 2013年4月-2014年3月）
- A-live!（月曜-木曜 19:00-19:55 2014年4月-2015年3月）
- SATURDAY!（@FM 土曜 6:00-8:00 2015年4月-2017年3月 番組は継続）

その他
- ROOKIE'S（Kiss FM KOBE）
- 学生情報バラエティ～エンタク!（AIR-G' 金曜 21:30-21:55 2012年10月-2015年3月）

## 語録
- ぼんじあ～!
サタデー･エクスプレス担当の時から番組開始の第一声に内藤が叫んでいた言葉。ポルトガル語(Bom Dia!)で『おはようございます』を意味する。その意味ゆえ昼帯・夜帯の番組の担当が続いた時期は使用しなかったが、2015年4月からの新番組はどちらも朝の番組であるため、使用を再開している。実際のポルトガル語では『ボンジィ～ア』が近い。ポルトガル語に堪能ではなく使う理由はキャラを出すためだと考えられる。

- ライドオン!(Ride On!)
元々は内藤の師匠格の一人であるDJ・ターザン山下が使っていたのを、内藤本人が承諾を得て使っている言葉。この事からターザン山下本人は一時期この言葉を封印したが、2007年4月の番組改編で再び封を解き元祖のお叫びを聞かせてくれている。この二人は内藤が大阪に居た時から『師匠』『ルーキー』と呼び合う仲。酒に酔ったターザン山下が路上で内藤にキスをしたと、彼が番組内で告白したエピソードもある。誕生日や記念日などにあらかじめ投稿しておくと、この言葉とともに内藤がお祝いしてくれる。本来の意味は『ノッていこうぜ!』が一番近いが、番組内では誕生日や結婚記念日などのお祝いの他に、背中を押すかのように激励するために使われる事もある。

- 8時だよ!
元々はザ・ドリフターズのいかりや長介がテレビ『8時だョ!全員集合』でオープニングに叫んでいた言葉だが、内藤が以前担当していたサタデー･エクスプレス内で午前8時の時報後にリスナーが電話出演して叫んでいたコーナーのセリフ。モーニング･グルーヴでは自らが時報前に『レッツ･ワイパー!』(後述)と共に叫んでいた。

- 踏ん張って…
普段、人を励ましたり応援したりするのには『頑張って』という言葉が使われるのだが、内藤はこの言葉を使う。これは以前に馬場俊英が番組にゲスト出演した時に、『頑張ってという言葉が、それまで本当に頑張っていた人に更にプレッシャーを与えてしまうのではないか…と懸念したので…』と説明している。しかし、一部からは便意をもよおすと言う意見もあるが、内藤さんの言葉で便秘が治ったという説もある。

- 桜通(さくらどおり)
ZIP-FMのこと。局による合同キャンペーンなどを除き、基本的に他局の名前を出すのは『ご法度』が暗黙の了解としてある状況で、ZIP-FMの所在地が桜通大津(さくらどおり・おおつ)の交差点の近くにある事から、このように表現する事になった。特に聴取率調査で1位2位を争う間柄だけに、内藤自身もかなり意識していたためによく聞かれていた。ちなみにFM愛知を同様に表現する場合は鶴舞(つるまい)という。ちなみに同様にCBCを表現すると新栄（しんさかえ）[ポッドキャスト2010年5月配信分より]

- プリマ・プリマックス
かつて、占い『Heart of Fortune』のコーナーで、その日1位になった星座には「プリマ」、同じく最下位になった星座に「プリマックス」という言葉を交えてミニコントを行っていた。言葉の意味には直接言及しないが、「プリマ」は最近言われる事の多い『セレブ』という言葉のように優雅さの意味合いを込めていると思われる。実際に「プリマ」にはイタリア語で「第一の」などの意味があるが「プリマックス」そのものには言葉の意味はない。

- レッツ・ワイパー
8時だよ!の後に、「1.2.3.レッツ・ワイパー!」と掛け声をかけ、運転中のドライバーにワイパーを動かす事で番組を通じて他のリスナーを発見して連帯感を持ってもらおうとしたもの。　元々はリスナーからの『無人の車でワイパーが動いている』という投稿があったもので、さりげなく『動かしてみて!』と呼びかけたものがそのまま慣習化した。当初は内藤が叫んでいたのだが、'07年4月からは独自のジングルまで製作されたのだが、11月ごろには自然に消滅する形で行われなくなった。
※現在でもレッツ・ワイパー!と発言されますが意味もなく運転中にワイパーを動かすことは大変危険な行為であり、煽りと思われる可能性もあるので絶対にやめましょう。